# Art Acord
Arthemus Ward "Art" Acord (født 17. april 1890 i Utah i USA, død 4. januar 1931 i Chihuahua i Mexico) var en amerikansk stumfilmskuespiller.
Acord har fået en stjerne på Hollywood Walk of Fame for sin indsats inden for filmens verden.

## Filmografi
- 1911 – Custer's Last Stand
- 1915 – When the Fiddler Came to Big Horn
- 1915 – The Cowboy's Sweetheart
- 1915 – Man-Afraid-of-His-Wardrobe
- 1928 – Two-Gun O'Brien
- 1928 – The Arizona Kid
- 1929 – The White Outlaw
- 1929 – Fighters of the Saddle